# Aboumedan El Sayed
Aboumedan El Sayed (arab. السيد ابو ميدان ;ur. 29 października 1977) – egipski judoka. Olimpijczyk z Aten 2004, gdzie odpadł w eliminacjach w wadze półśredniej.
Startował w Pucharze Świata w latach 1998, 1999 i 2001-2003. Wicemistrz igrzysk afrykańskich w 2003. Brązowy medalista igrzysk panarabskich w 1999. Zdobył sześć medali mistrzostw Afryki w latach 1996 - 2004. Wicemistrz igrzysk frankofońskich w 2001. Trzeci na igrzyskach śródziemnomorskich w 2001 roku.

## Letnie Igrzyska Olimpijskie 2004
| Konkurencja | Eliminacje                | Klas. końcowa |
| Konkurencja | Przeciwnik I              | Miejsce       |
| ----------- | ------------------------- | ------------- |
| 81 kg       | Ammar Bin Jachlif (ALG) P | 1 runda.      |